# رصاديات
الرصاديات (الاسم العلمي Tityridae)، فصيلة طيور من شبيهات عصافير الملك ورتبة العصفوريات. أنواعها 45، كانت في السابق موزعة على فصائل عصافير الملك والماناكن والقطنجية.